# NGC 354
NGC 354 é uma galáxia espiral barrada (SB?) localizada na direcção da constelação de Pisces. Possui uma declinação de +22° 20' 34" e uma ascensão recta de 1 horas, 03 minutos e 16,3 segundos.
A galáxia NGC 354 foi descoberta em 24 de Outubro de 1881 por Édouard Jean-Marie Stephan.